# Buzanti
Buzanti – wieś w Syrii, w muhafazie Idlib. W 2004 roku liczyła 98 mieszkańców.